# Vomer

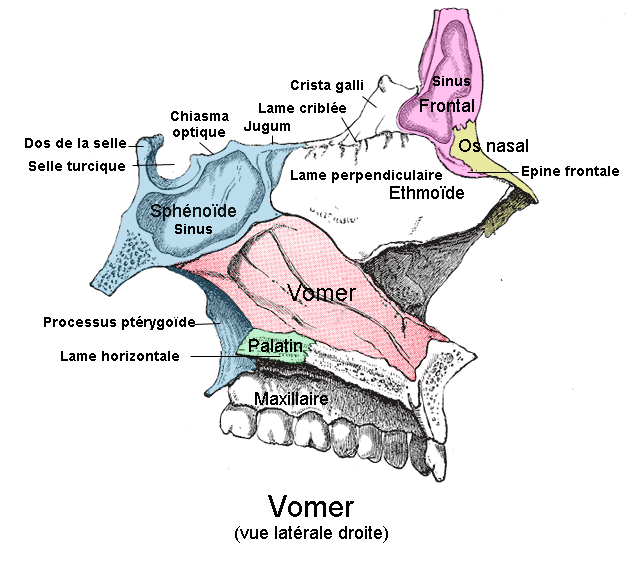
Vomer (en rose). Vue latérale droite.

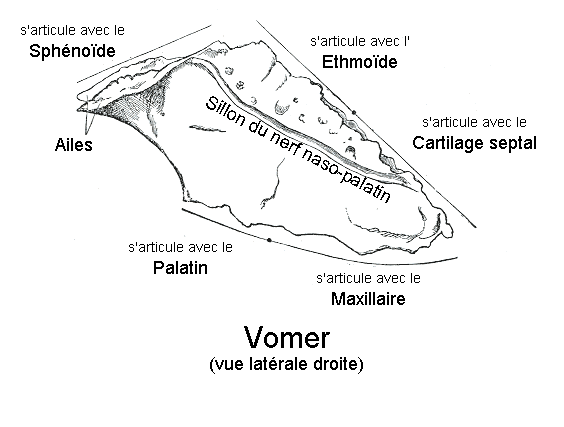
Vomer (vue latérale droite).

Le vomer (emprunt du latin scientifique, issu du latin classique signifiant « soc de la charrue ») est un os plat, impair et médian du massif facial. Il forme une lame verticale qui appartient à la cloison nasale dont il constitue la partie postéro-inférieure.

## Description
Le vomer possède deux faces et quatre bords.

### Faces
Les deux faces sont recouvertes par la muqueuse nasale.
Elles présentent un sillon neurovasculaire correspondant au passage de l'artère naso-palatine et du nerf naso-palatin. 

### Bord supérieur
Le bord supérieur possède un sillon formé par deux lamelles osseuses, les ailes du vomer : le sillon du vomer. Il s'articule par une schindylèse avec la face inférieure du corps du sphénoïde en formant le canal voméro-rostral ou canal sphéno-vomérien médian.

### Bord antérieur
Le bord antérieur est incliné vers le bas et en avant. Il s'articule dans sa partie supérieure à l'os ethmoïde et dans sa partie inférieure au septum nasal. Il forme la partie cunéiforme du vomer.

### Bord inférieur
Le bord inférieur s'articule en avant avec le sillon intermaxillaire des os maxillaires et en arrière avec le sillon interpalatin des os palatins.

### Bord postérieur
Le bord postérieur est libre et mince, oblique en bas et en avant et forme la crête choanale du vomer.

## Embryologie
Le vomer est issu d'une lame cartilagineuse : le septum nasal primordial.
Au deuxième mois de grossesse apparaissent de part et d’autre de cette lame deux points d'ossification qui vont former deux lames osseuses. Le septum nasal primordial disparaît ensuite, provoquant l'accolement des deux lames osseuses sauf dans sa partie supérieure pour former les deux ailes du vomer[pas clair].

## Aspect clinique
Le vomer peut être le siège de pathologies osseuses, telle la maladie osseuse de Paget. Cette maladie se caractérise par des déformations osseuses anormales pouvant aller jusqu'à la fracture de l'os.
Il existe des tumeurs osseuses spécifiques du vomer.

## Anatomie comparée
Chez les poissons osseux, les vomers sont aplatis et appariés formant la partie antérieure du toit de la bouche derrière les os prémaxillaires.
Chez de nombreuses espèces, ils sont porteurs de dents qui complètent celles de la mâchoire proprement dite. Chez certains labyrinthodontes, les dents des vomers étaient les plus grandes. Chez certaines salamandres vivantes, comme le necturus, le maxillaire est absent et, par conséquent, les dents vomériennes remplissent un rôle fonctionnel majeur dans la mâchoire supérieure.
Chez les amphibiens et les reptiles, les vomers deviennent plus étroits, en raison de la présence de choanes élargies de chaque côté, et ils peuvent s'étendre plus loin dans la mâchoire.
Ils sont généralement petits chez les oiseaux, où ils forment la partie postérieure supérieure du bec.
Chez les mammifères, les vomers sont devenus encore plus étroits et sont fusionnés en un seul os orienté verticalement. Le développement du palais dur fait que le vomer est situé dans la cavité nasale, séparée de la cavité buccale,.

## Galerie

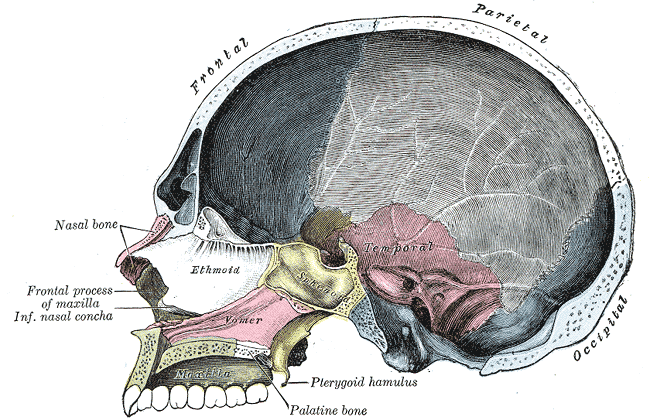